# هنري تيت
هنري تيت (بالإنجليزية: Henry Tate)‏ هو ملحن وشاعر أسترالي، ولد في 27 أكتوبر 1873، وتوفي في 6 يونيو 1926.

## وصلات خارجية
- هنري تيت على موقع ميوزك برينز (الإنجليزية)